# Dadzis
Dadzis (в русском переводе Чертополох) — латвийский советский художественный сатирический журнал.

## История
Выходил в Риге два раза в месяц с января 1957 года; издавался на латышском языке как издание республиканской газеты «Cīņa» («Борьба»). Объём журнала составлял 16 страниц, печать многоцветная. В 1963 году тираж достиг 65 000 экземпляров, в последующем доходил до 140 000 экземпляров.
Журнал возглавляли — Фриц Румниек, с № 10 за 1960 год — Г. Рукшан, с № 9 за 1961 год — Игорь Палков.
Своей задачей журнал видел в юмористическом стиле вскрывать пороки современной ему жизни — ретроградство, бюрократизм и карьеризм, мошенничество, безыдейность, очковтирательство, двуличие и другие недостатки, мешающие трудящимся Советской Латвии успешно строить коммунистическое общество. Сатирой журнал обличал и зарубежных поджигателей войны и милитаристов, других приспешников империализма.
После возведения в 1978 году Дома печати редакция журнала располагалась там.
Журнал высоко ценил Херлуф Бидструп.
В 1995 году издание журнала было прекращено, к этому времени в свет вышло более 900 номеров. В 2005 году предпринята попытка возродить журнал, но вышло только 6 номеров.
Современная общественно-политическая ситуация в Латвии даёт много материала для изданий, подобных «Dadzis»
В 2007 году журнал выступил организатором вечера антисоветских анекдотов.

## Известные сотрудники
В журнале в разные годы сотрудничали как члены редколлегии В. Валдманис, Ж. Грива, В. Михайлов, Э. Русманис, 3. Хаскин, П. Этерис (К. Сауснит), как литераторы В. Артав, А. Атвара, Д. Зигмонте, Л. Камара, А. Л. Колбергс, А. Лидумс, Ц. Меламед, В. Михайлов, М. Осис, И. Пакалн, А. Скайлис, З. Скуиньш, В. Смецерис, К. Фелъдманис, X. Хейслер, П. Этерис (К. Сауснит), Я. Юзеф и др., как художники-оформители Г. Берзиньш, Л. Берзиньш, С. Гутман, В. Закис, Н. Звирбулис, У. Межавипкс, И. Мелгайлис, Э. Озолиньш, Э. Ошс, М. Рамане, Э. Русманис, А. Станкевич, Р. Тилберг, Ха-ха (3. Хаскин), Г. Цилитис.